# Ulica Stanisława Noakowskiego w Warszawie
Ulica Stanisława Noakowskiego – ulica w dzielnicy Śródmieście w Warszawie.

## Historia
Historycznie ulica Noakowskiego jest częścią ulicy Polnej, biegnącej od 1770 wzdłuż wału miejskiego (okopów Lubomirskiego). Włączona w skład wielkiego założenia urbanistycznego, tzn. osi stanisławowskiej, stała się jedną z ulic odchodzących od gwiaździstego placu Politechniki.
Po przesunięciu wału ok. 1825 stała się zwykłą drogą biegnącą wśród ogrodów i pól. W latach 1899–1901 po jej zachodniej stronie powstał kampus Politechniki Warszawskiej, m.in. Gmach Główny oraz Gmach Chemii. Z kolei strona wschodnia zapełniła się w początku wieku nowoczesnymi kamienicami, które w większości przetrwały II wojnę światową
W 1930 północny fragment ulicy Polnej stał się odrębną ulicą. Nazwę nadano jej ok. 1930 (według innego źródła w październiku 1938. Upamiętnia profesora Politechniki Stanisława Noakowskiego.
Parzysta (wschodnia) strona ulicy została utrzymana przez Polaków do kapitulacji powstania warszawskiego.
W całym swoim ciągu ulica jest jednokierunkowa – ruch kołowy jest możliwy wyłącznie w kierunku południowym. W 2012 wzdłuż ulicy zbudowano ścieżkę rowerową.

## Ważniejsze obiekty
- Gmach Główny Politechniki Warszawskiej
- Kreślarnia Politechniki Warszawskiej (ul. Koszykowa 75)
- Gmach Chemii (nr 3)
- Kamienica Salomona Peretza (Rubinlichta) (nr 4)

## Inne informacje
- 27 września 1939 w kamienicy pod nr 12 podjęto decyzję o przejściu Związku Harcerstwa Polskiego do konspiracji i utworzeniu Szarych Szeregów, co upamiętnia tablica na fasadzie[5].
- W kamienicy nr 16 w latach 1939–1940 mieszkał Janusz Kusociński, który tutaj został aresztowany przez Niemców (w 1961 na budynku umieszczono tablicę pamiątkową)[6].
- W podwórzu, oraz w lokalach kamienicy przy ul. Noakowskiego 12 kręcono sceny do filmu Lejdis
- W podwórzach kamienic przy ul. Noakowskiego 10 Robert Gliński nakręcił film Niedzielne igraszki